# Ruban (décoration)
Pour les articles homonymes, voir Ruban.

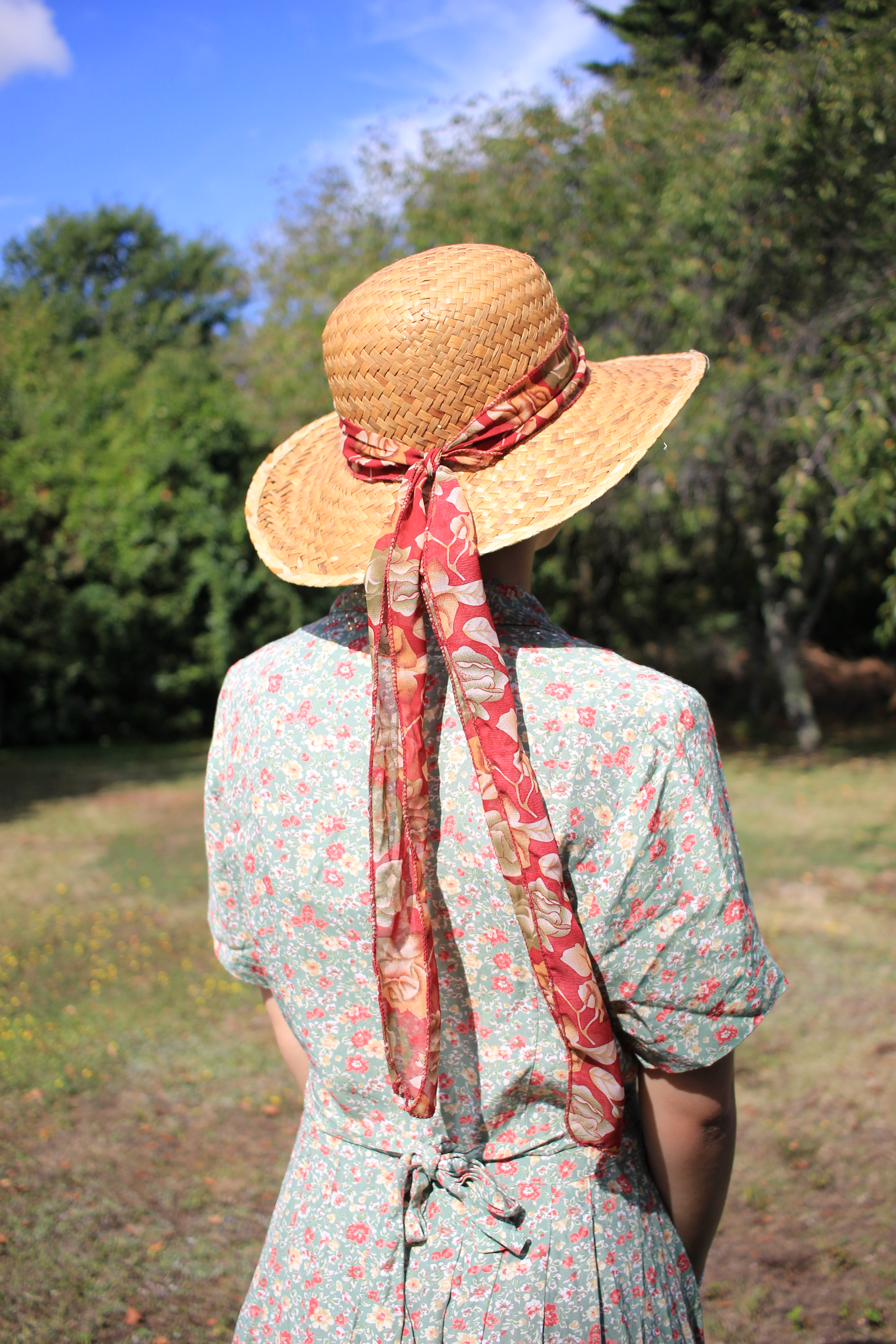
Un chapeau entouré d'un ruban de tissu (aussi appelé un suivez-moi-jeune-homme).

Le ruban est un tissu étroit, employé comme lien, bordure, ornement dans le vêtement, la parure ou l'ameublement. La rubanerie est l'industrie et le commerce du ruban. 

## Particularités du ruban
Le ruban se distingue de l'étoffe par l'existence d'une lisière visible. Le ruban englobe, outre le beau ruban de mode, le ruban de décoration, les étiquettes textiles et écussons, les sangles et autres rubans techniques, le ruban élastique pour lingerie, la passementerie d'ameublement, le tissu à usage médical.
En raison de sa particularité, le ruban a connu une mécanisation précoce : en effet, un métier pouvant tisser plusieurs pièces à la fois, le métier dit « à la benjamine », est mis au point dès le XVIIe siècle. De ce fait et en raison du rôle de la mode exigeant une grande souplesse pour s'adapter à ses caprices, la production a combiné pendant longtemps le travail à domicile dans le cadre de la fabrique (domestic system en France mais Verlagssystem en Suisse) et l'usine.
À côté du ruban de soie, il faut signaler l’importance du ruban commun ou utilitaire en toile de lin ou en coton ou en métissé en Normandie, dans le Lieuvin, et en Belgique à Comines-Warneton.

## Un bref historique

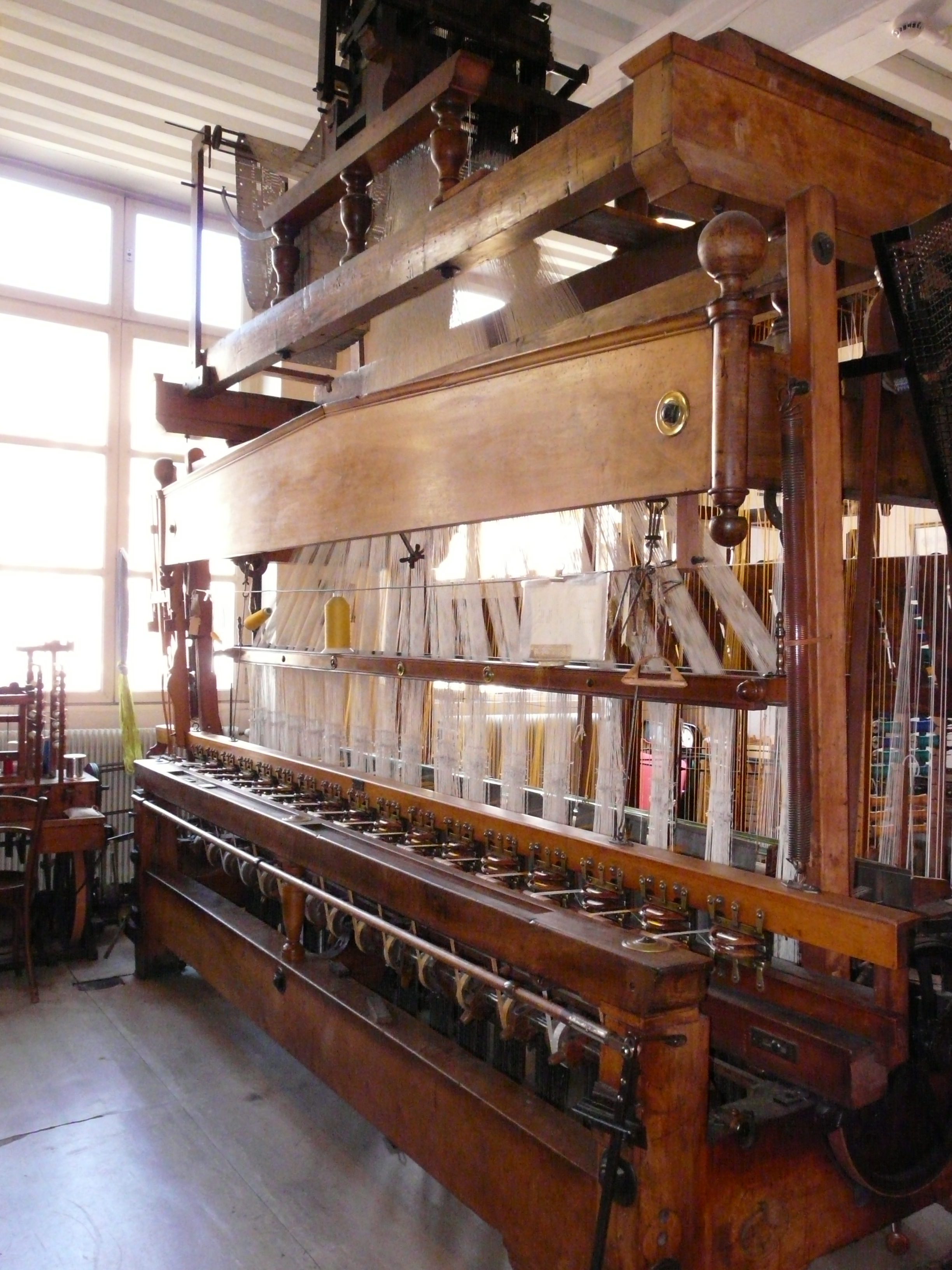
Métier mécanisé pour tisser les rubans.

Longtemps monopole de Bâle, les métiers mécaniques sont introduits après 1772 en France, à Saint-Étienne, qui devient le grand centre de fabrication du ruban de soie. En 1786, il y a dans la région stéphanoise 15 250 métiers (2 246 seulement à Bâle) produisant pour 17 millions de francs dont près de la moitié était exportée. Après les épreuves de la Révolution et du Premier Empire, l'industrie du ruban connaît un essor très important et, de 1815 à 1856, Saint-Étienne connaît un véritable âge d'or, avec des industriels comme Denis Épitalon. Les Stéphanois réussissent à adapter la mécanique Jacquard au métier de ruban et l'utilisation du métier Jacquard dans le ruban permet de produire une plus grande variété de rubans. En 1846, le chiffre d'affaires de Saint-Étienne est de 46 millions de francs contre 20 millions pour sa grande rivale, Bâle. Entre 1857 et 1866, une grave crise affecte l'industrie du ruban mais Bâle, qui a développé de grandes usines contrairement à Saint-Étienne, supporte plus facilement la situation. Cependant, le traité de libre-échange de 1860 entre la France et le Royaume-Uni ouvre l'important marché britannique au ruban stéphanois et provoque la ruine de Coventry.
Désormais, le ruban bon marché l'emporte sur le ruban de luxe avec la banalisation de la consommation. La confection utilise moins de soie et davantage de coton. La production dispersée dans des ateliers familiaux recule au profit de l'usine. Le protectionnisme favorise la mise en place d'industries nationales aux dépens de Saint-Étienne et de Bâle ; ainsi, aux États-Unis, la ville de Paterson devient un grand centre de production. En Allemagne, la fabrique est dispersée entre Krefeld, Barmen et Elberfeld (ces deux villes formant aujourd'hui Wuppertal).
À la veille de la Première Guerre mondiale, la rubanerie occupait 30 000 personnes et faisait vivre avec les industries annexes plus de 80 000 personnes autour de Saint-Étienne.
Aujourd’hui, en France, une cinquantaine d’entreprises employant 3 000 personnes travaillent dans ce secteur dans la région stéphanoise pour le marché mondial.

## Description
Un ruban est une bande longue et étroite d'un matériau souple. La forme la plus simple est un tissu de faible largeur, utilisé dans la mode et les accessoires. 
Il se tisse sur des métiers à tisser à planche s'il est uni, ou jacquard s'il est à motif. Le ruban est composé de fils de chaine dans sa longueur et de fils de trame dans sa largeur. L'ourdissage est l'action qui permet d'enrouler de façon parfaitement parallèles entre eux les fils de chaine.
Le fils de trame est enroulé sur des cannettes, elles-mêmes placées à l'intérieur des navettes.
Les métiers à tisser le ruban ont la particularité de pouvoir tisser plusieurs rubans (identiques) en même temps.
En emballage, un ruban sert à nouer un sac, un colis ou paquet-cadeau, appelé aussi bolduc.
La rubanerie est l'industrie du ruban.